# بريجيت كيفر
بريجيت كيفر (بالفرنسية: Brigitte Kieffer)‏ (وُلدت يوم 26 فبراير 1958) هي عالِمة فرنسية متخصصة في علم الأعصاب الجزيئي، عُرفت بأبحاثها في المستَقبِلات الأفيونية، ويتسع مجال خبرتها ليضم: الطب النفسي، الإدمان، اضطرابات المزاج، الألم، واضطرابات النمو. دكتور/ كيفر لها سمعة عالمية في مجال المستقبِلات الأفيونية، وقد مهدت الطريق لفهم آليات المخ المتعلقة بالألم، والأمراض العقلية والاضطرابات النفسية، وإدمان المُخَدِرات. وتستمر كيفر في البحث حيث تشرف على فريق بحثي يضم 300 باحث. وقد سلطت اكتشافاتُها الضوء على كيفية قتل المورفين والهروين (وغيرهما من المواد المُشابهة) للألم، وتعزيزها للإدمان.

## حياتها
كيفر أصبحت أستاذة جامعية في الجامعة التي درست بها، وهي جامعة ستراسبورغ بفرنسا، وقد تركت الجامعة لتصبح مديرة ومشرفة بحثية في المعهد القومي للصحة والبحث العلمي الطبي في فرنسا. وفي عام 2001، عادت كيفر لستراسبورغ وأكملت بحثَها العلمي في معهد علم الجينات والأحياء الجزئية والخلوية. وفي العام التالي، تولت إدارة المعهد حتى عام 2013. 
وفي يناير 2014، أصبحت أستاذة جامعية في جامعة ماكجيل في مونتريال بكندا. كما أصبحت مديرة ومشرفة علمية في مركز البحوث بمعهد دوجلاس للصحة العقلية والنفسية.  

### البحث العلمي
في عام 1992، استطاعت كيفر أن تكونَ أول من ينجح في استنساخ وعزل جين مُستَقبِل أفيوني في المخ، والذي يلعب دورًا أساسيًا في تخفيف الألم. كان ذلك بمثابة أحجية حاول العلماء على مستوى العالم حلها على مدار 15 عاما. وقد مهدت اكتشافاتها الطريق للوصول لطرق علاجية جديدة لمحاربة الألم، والإدمان والاكتئاب. وهذا الجين الذي عزلته كيفر كانت وظيفته أن يخفف الألم، يُوَلِد المتعة، ويساعد على التأقلم مع الضغط العصبي والإجهاد. وهذه المُستَقبِلات الأفيونية يُمكن تنشيطُها من خلال تعاطي المخدرات، مما يؤدي إلى الإدمان. 
كلما زادت وتطورت معرفة ووعي العلماء بآلية عمل هذه المُستقبِلات، زادت مقدرتهم على فهم وعلاج الإدمان، الاضطرابات المزاجية، والأمراض العقلية والنفسية. وقد ساعدت اكتشافات كيفر وأبحاثُها على تطوير أنواع جديدة من المُسكنات وطرق جديدة لعلاج الإدمان.
إن الخلل في النظام الأفيوني بالجسم يؤدي إلى حدوث مشاكل عاطفية ونفسية، مثل: القلق والاكتئاب الحاد. وقد ضمت أبحاث كيفر دراسات كثيرة عن إدمان الأفيون. ومن خلال تجاربها على الفئران، أجرت بحثًا عن أعراض الانسحاب من تعاطي الهروين وما قد يؤدي إليه من حالات الاكتئاب والمشاكل السلوكية. وأظهر بحثها أن بعد فترات من تعاطي الهروين، بمجرد أن تكف الفئران عن التعاطي، تبدأ في إظهار سلوكيات دالة على الاكتئاب، وتستمر على هذه الحالة لعدة أسابيع بعد وقف جرعات الهروين. وهذه المعلومات تساعدنا على تفسير مدى حدة الإدمان وإزمانه عند الأشخاص المدمنين. كما أن أبحاث كيفر تناقش أيضا كيفية ترجمة هذه المعلومات، والتي استنتجتها من تجاربها على الفئران، لتنطبق وتسري على البشر.
وفي العديد من دراساتها على جثث وأمخاخ الموتى المنتحرين (من عانوا من مشاكل نفسية قبل الموت)، اكتشَفَت أن المُستقبِلات الأفيونية «مو» (µ) تتواجد في الفص الجبهي والفص الصدغي بأمخاخ المنتحرين بكثافة أكبر من تلك في أمخاخ غير المنتحرين (من لم يعانوا من مشاكل نفسية). وهذه الدراسة تقترح أن هناك علاقة مباشرة بين كثافة المستقبلات الأفيونية «مو» (MOR) في المخ وبين الاكتئاب المؤدي إلى الانتحار. وعندما اختبرت هذه الفرضية على الفئران، وجدت أن التصرفات والسلوكيات الدالة على الاكتئاب وكثافة هذا المستَقبِل الأفيوني مرتبطان ببعضهما البعض.  

#### الجوائز
في عام 2004، حازت «بريجيت كيفر» على جائزة ريتشارد لونسبري من معهد فرنسا التابع لأكاديمية العلوم. وفي عام 2012، فازت بجائزة لامونيكا لعلم المخ والأعصاب من أكاديمية العلوم الفرنسية. وفي أواخر عام 2013، أصبحت عضوًا بالأكاديمية نفسِها. وفي 9 مارس 2014، حصلت على جائزة لوريال-يونيسكو للنساء في مجال العلوم، وقد استلمت الجائزة بمبنى اليونسكو في باريس بفرنسا. وقد حصلت على هذه الجائزة لأعمالها الحاسمة عن آليات المخ المرتبطة بالألم والأمراض النفسية والعقلية وإدمان المخدرات. وهذه الجائزة تقدمها منظمة اليونسكو ومؤسسة لوريال (L’Oréal)، حيث أن اليونسكو تدرك أهمية المساهمات الاستثنائية للنساء في مجال العلوم على مستوى العالم.